# Epimedium qingchengshanense
Epimedium qingchengshanense är en berberisväxtart som beskrevs av G. Y. Zhong, Amp; B. L. Guo, B. L. Guo, S. Z. He, G. Y. Zhong och P. G. Xiao. Epimedium qingchengshanense ingår i släktet sockblommor, och familjen berberisväxter. Inga underarter finns listade i Catalogue of Life.